# Michael Stipe

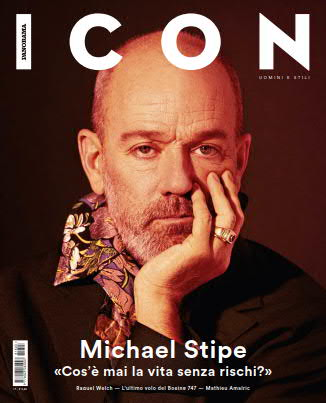
Michael Stipe para Icon, marzo de 2018.

John Michael Stipe (Decatur, Georgia; 4 de enero de 1960) es un músico, productor, actor y artista plástico estadounidense, conocido por haber sido el líder y vocalista del grupo de rock alternativo R.E.M. desde su formación en 1980 hasta su disolución en 2011.
Stipe es notable por su estilo de canto entre dientes, de principios de su carrera, el complejo surrealismo de sus letras, así como a su activismo político y social de tendencia progresista. Stipe y el resto de miembros de R.E.M. son conocidos también por ser los pioneros del rock alternativo, y por haber inspirado a algunos de los grupos de la escena alternativa de la década de 1990, como Nirvana, Pearl Jam y Radiohead. Además se encargaba del estilo visual de R.E.M., a menudo seleccionando el arte de los álbumes y dirigiendo varios de los videoclips de la banda.

## Vida y carrera

### Primeros años
Su padre era militar en el ejército de los Estados Unidos cuya carrera lo llevaba a trasladarse junto con su familia; fue piloto de helicóptero en las guerras de Corea y Vietnam. Durante su niñez, Stipe se mudó junto con su familia en varias ocasiones, pasando por Alemania, Paraguay, Texas, Illinois, Alabama y Georgia. Recibió una educación de religión metodista. A los ocho años de edad ya tocaba la guitarra, el acordeón y el piano. Durante la secundaria, formó parte de una banda punk llamada Bad Habits. En 1978, se graduó en la secundaria de Collinsville, Illinois y su foto de graduación puede verse en el booklet de Eponymous. Stipe trabajó en la Waffle House local. Más tarde, en el año 1979, entró a la Universidad de Georgia en Athens, donde estudió fotografía y pintura. Stipe es zurdo.

### Formación de R.E.M.
Mientras asistía a la universidad de Athens, Stipe frecuentaba la tienda de discos Wuxtry, donde conoció al empleado, Peter Buck, en 1980. «Era un tipo de aspecto llamativo y, además, compraba discos raros, que no todo el mundo compraba», recuerda Buck. Se hicieron amigos y con el tiempo formarían una banda. Buck y Stipe empezaron a escribir música juntos; momento en el cual Stipe también formaba parte de un grupo local llamado Gangster, donde era conocido como Michael Valentine. Al par pronto se le unió Bill Berry y Mike Mills, y se llamaron R.E.M., un nombre que Stipe seleccionó aleatoriamente de un diccionario. Al mismo tiempo que R.E.M., Stipe formó la banda Tanzplagen, junto con su hermana Lynda Stipe y otros dos integrantes, con quienes grabó un disco de vinilo de dos canciones publicado en 1981.
Los cuatro miembros de R.E.M. abandonaron la universidad en 1980 para concentrarse en la banda. Stipe fue el último en hacerlo. La banda publicó su primer sencillo, «Radio Free Europe», en Hib-Tone. El tema se convirtió rápidamente en un éxito en las radios de los campus y el grupo firmó un contrato con I.R.S. Records para la publicación un año más tarde del EP Chronic Town. R.E.M. lanzó Murmur, su álbum debut, en 1983, el cual fue elogiado por los críticos. La voz y las crípticas letras de Stipe recibieron particular atención por parte del público, al igual que su excéntrica presencia en el escenario. Murmur sería nombrado el álbum del año por los críticos de la Rolling Stone, superando a Thriller de Michael Jackson. El segundo álbum de la banda, Reckoning, sería lanzado en 1984.
En 1985, R.E.M. viajó a Inglaterra para grabar su tercer álbum, Fables of the Reconstruction. El proceso resultó dificultoso y empujó a la banda al borde de la separación. Incluso después de ser lanzado el álbum, la relación entre los miembros de la banda fue tensa. Sobre ese período, Stipe dijo: «Iba camino de volverme loco». Stipe aumentó de peso y su comportamiento se volvió más excéntrico; se afeitó la cabeza al estilo tonsura.
El 21 de septiembre de 2011, R.E.M. anunció su retiro mediante una nota en su sitio web.

### Vida personal
Con el éxito de los álbumes Out of Time (1991) y Automatic for the People (1992), los miembros de R.E.M. se volvieron estrellas de la música mainstream. Alrededor de 1992, empezaron a circular rumores de que Stipe había contraído VIH. Según Stipe, él no inició el rumor y no sabe quién lo hizo.

No lo puedo decir. Use un gorro que decía 'White House Stop AIDS'. Soy delgado. Siempre he sido delgado, excepto en 1985 cuando me parecía a Marlon Brando, la última vez que me afeité la cabeza. Estaba muy enfermo en ese entonces. Comiendo patatas. Creo que la histeria del sida obviamente y naturalmente se extendió a personas que son figuras mediáticas y a cualquiera de sexualidad indescifrable y no marcada. A cualquiera que parezca demacrado, cualquiera sea la razón. A cualquiera que esté asociado, por cualquier razón —sea un gorro, o el aspecto físico— como gay friendly.
Michael Stipe

En 1994, con preguntas todavía girando acerca de su sexualidad, Stipe se describió a sí mismo como «atraído por las dos oportunidades», y dijo que no se definía como gay, heterosexual ni bisexual, pero que había sentido atracción, y había tenído relaciones tanto con hombres como con mujeres. En 1995, apareció en la portada de la revista Out. En 2001, en la revista Time, Stipe se describió como un "artista queer" y reveló que había estado en una relación con un «hombre increíble» durante tres años hasta ese momento. Stipe lo reiteró en 2004 en una entrevista para la revista Butt. Cuando le preguntaron si se declararía gay, Stipe contestó: «No. Creo que hay una línea entre gay y queer, y para mí, queer describe algo que incluye más a las áreas grises». Aunque no se siente cómodo con el término bisexual, en una entrevista para The Guardian en 2011, Stipe declaró: «En una escala proporcional de sexualidad, me considero aproximadamente un 80% gay y un 20% heterosexual, pero definitivamente prefiero los hombres que a las mujeres».
En 1999, el autor Douglas A. Martin publicó una novela, Outline of My Lover, en donde el narrador tiene una relación romántica de seis años con un cantante (del cual no se menciona el nombre) de una exitosa banda de rock de Athens, Georgia; se especuló, y luego fue confirmado por el autor, que el libro es una novela en clave basada en una relación entre Martin y Stipe. Ambos habían colaborado previamente en dos libros, ambos en 1998: The Haiku Year (para el cual los dos escribieron haikus) y el libro de poesía de Martin, Servicing the Salamander (para el cual Stipe tomó la fotografía de la portada).
Stipe ha participado de campañas activistas sobre asuntos como los derechos humanos, el medio ambiente, el control de armas de fuego y los derechos de los animales. Políticamente, Stipe ha apoyado a los candidatos demócratas; en 1988 apoyó a Michael Dukakis y en 2004, a John Kerry.

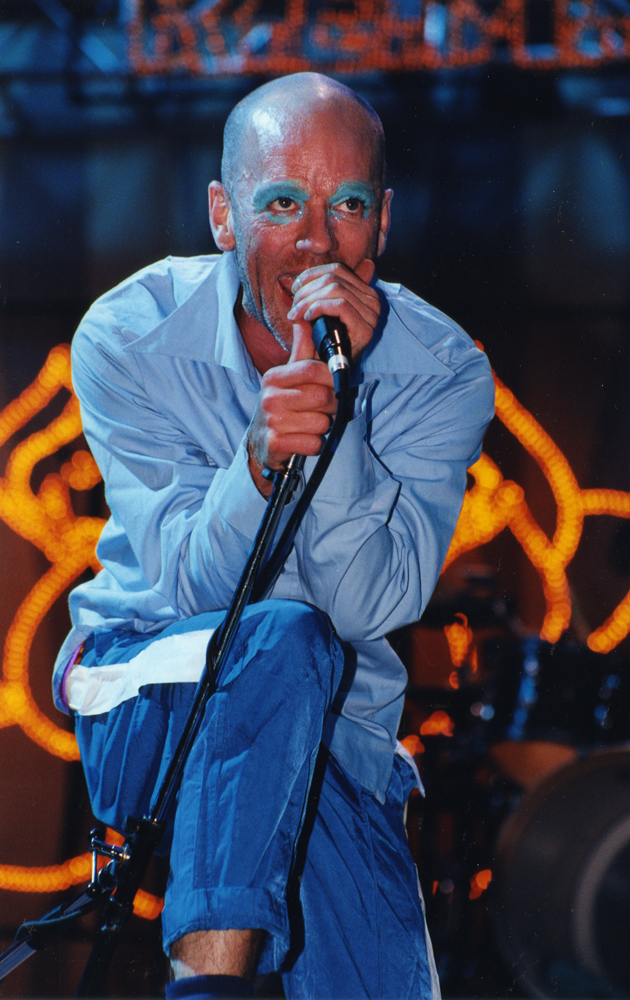
Stipe en el Festival de Glastonbury.

### Proyectos
Stipe había planeado una colaboración con su amigo, Kurt Cobain, de Nirvana, en 1994; en parte para alejar a Cobain de su casa y su adicción a las drogas. Sin embargo, no llegaron a componer o grabar material antes de la muerte de Cobain. Stipe fue elegido como padrino de la hija de Cobain y Courtney Love, Frances Bean Cobain, junto con la actriz Drew Barrymore. R.E.M. compuso la canción «Let Me In» del álbum Monster (1994) como tributo a Cobain.
El álbum Not Field Recordings, su primer álbum en solitario, aunque nunca llegó a publicarse, recopila canciones grabadas entre 1989 y 1990.
Stipe también trabajó en conjunto con la cantante Natalie Merchant, incluyendo la canción «Photograph», que apareció en el álbum benéfico Born to Choose, e interpretaron en directo «Red Rain» junto con Peter Gabriel.
Stipe y Tori Amos se hicieron amigos a mediados de los años noventa y grabaron un dueto en 1994 llamado «It Might Hurt a Bit» para la banda sonora de la película Don Juan DeMarco. Tanto Stipe como Amos decidieron no editar la canción.
Stipe y el resto de miembros del grupo también cuentan entre sus amistades a los miembros de Radiohead. En el tour de este grupo en 2003, Stipe cantó ocasionalmente en el tema «Lucky». Asimismo, el cantante de Radiohead, Thom Yorke, apareció como vocalista en «E-Bow the Letter». Yorke atribuye a Stipe el ser una parte integral de su vida personal, al ayudarle con su depresión a finales de los noventa. Específicamente, el título del tema de «How to Disappear Completely» surge de un consejo de Stipe a Yorke.
En 1998, Stipe publicó una colección llamada Two Times Intro: On the Road with Patti Smith (una de sus héroes personales). En 2006, lanzó un EP que consta de seis covers diferentes de la canción «In the Sun» de Joseph Arthur para recaudar fondos para los damnificados por el huracán Katrina. Una de las versiones, grabada junto con Chris Martin de Coldplay, alcanzó el puesto número uno en la lista de ventas canadiense. También en 2006, Stipe grabó la canción «Broken Promise» del álbum Meds de Placebo. Siguiendo con su trabajo al margen de R.E.M., en 2006, Stipe interpretó la canción «L'Hôtel», en el álbum tributo a Serge Gainsbourg titulado Monsieur Gainsbourg Revisited, y participó en la canción «Dancing on the Lip of a Volcano», del álbum de los New York Dolls One Day It Will Please Us to Remember Even This. Sin olvidar su participación en el disco Papito de Miguel Bosé, con la canción «Lo que hay es lo que ves» el 20 de marzo de 2007.
En 2008, Stipe trabajó con Lacoste para lanzar su propia marca de camisas polo. El diseño describe el público de un concierto desde el punto de vista de un músico en el escenario.

## Estilo musical

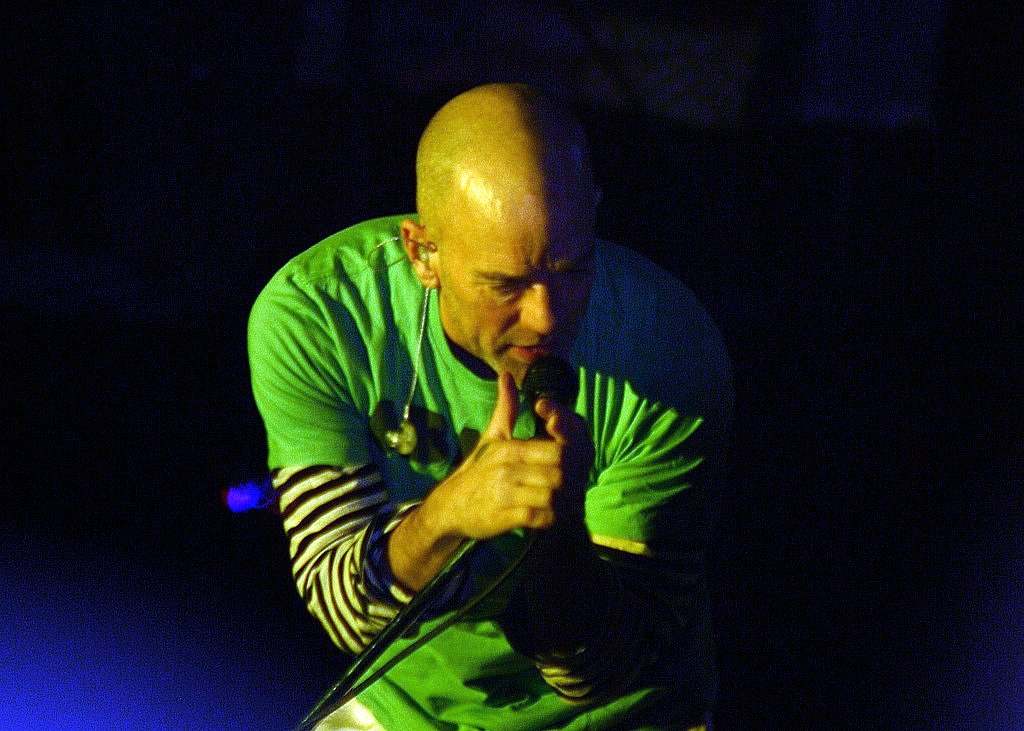
Stipe con R.E.M. tocando en Langerado, 2008.

El rol de Stipe en el proceso de composición de canciones para R.E.M. era escribir letras e idear melodías. Mientras que cada miembro tenía el mismo peso en el proceso de composición, Peter Buck reconoció que Stipe, el letrista de la banda, raramente podía ser persuadido de seguir una idea con la que no estaba de acuerdo. Stipe canta con «figuras vocales penetrantes, arqueadas y de llantos» que el biógrafo de R.E.M., David Buckley, comparó con artistas de folk celta y almuédano musulmán. Stipe a menudo armoniza las canciones junto con Mills; en el estribillo de «Stand», Mills y Stipe alternan las voces, creando un diálogo. Los primeros artículos sobre la banda se enfocaban en el estilo vocal de Stipe (descrito como «entre dientes» por The Washington Post), los cuales se referían a sus letras como indescifrables. Stipe comentó en 1984: «Solo es mi manera de cantar. Si tratara de controlarla, sería muy falso».
«Esa voz. Es una voz extraordinaria», dijo Bono, de U2, en 2003. «A menudo le digo que creo que es un cantante melódico, a él no le gusta mucho eso. Pero es en parte algo de Bing Crosby de los cincuenta, y algo de Dolly Parton», agregó.
Stipe insistió en que muchas de sus primeras letras «no tenían sentido», diciendo en 1994: «Todos ustedes saben que no hay palabras, per se, en un montón de las primeras canciones. Ni siquiera las puedo recordar». En realidad, muchas de las primeras canciones de R.E.M. sí tienen letras, escritas con cuidado por Stipe. En 1984 Stipe explicó que cuando empezó a escribir letras eran como «imágenes simples», pero después de un año se cansó de esa fórmula y comenzó a «experimentar con letras que no tenían un exacto sentido lineal, y comenzó desde ahí». A mediados de los años ochenta, cuando la pronunciación de Stipe se volvió más clara, la banda decidió que las letras debían transmitir ideas a un nivel más literal. Mills explicó: «Después de que has hecho tres álbumes y has escrito varias canciones, y se han vuelto cada vez mejor líricamente, el siguiente paso sería que alguien te pregunte: “¿estás diciendo algo?”. Y que en ese momento Michael tenga la confianza para decir que sí». Después de lo que Stipe se ha referido como «La edad oscura de la política estadounidense (los años Reagan-Bush)», R.E.M. incorporó inquietudes orientadas hacia lo político en las letras de Document y Green. «Nuestro activismo político y el contenido de las canciones fue una reacción hacia lo que eramos, y hacia lo que nos rodeaba, simplemente un lamentable horror», comentó Stipe más tarde. «En 1987 y 1988 no había otra cosa que hacer más que estar activo». Mientras que Stipe continuó escribiendo canciones con temáticas políticas como «Ignoreland» y «Final Straw», los álbumes posteriores se concentraron en otros temas. Automatic for the People trataba sobre la «moralidad y morir. Cosas muy turgentes», según Stipe, mientras que Monster criticó el amor y la cultura de masas.
Normalmente, Stipe no tocaba instrumentos, concentrándose en cantar, pero sí tocó instrumentos en álbumes, incluyendo la armónica en Reckoning, el sintetizador en New Adventures in Hi-Fi, la guitarra en Up y la melódica en Out of Time, y ocasionalmente tocó la guitarra en algunas canciones en vivo.

## Trabajo en el cine y la televisión

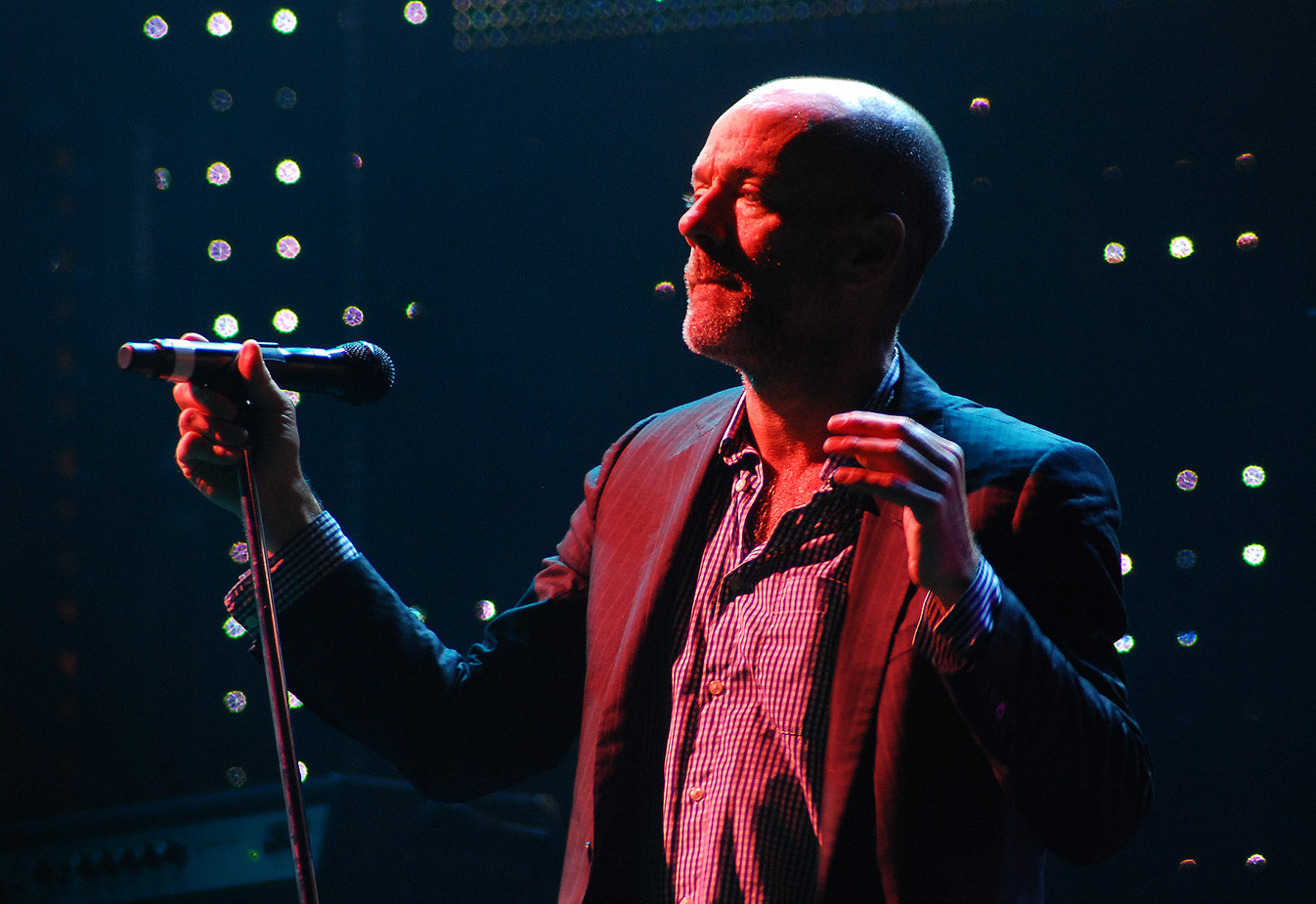
Stipe en 2008.

A principios de 1987, Stipe fundó C00 Films junto con Jim McKay, una compañía de arte multimedia que fue «diseñada para canalizar los talentos creativos de sus fundadores hacia la creación y promoción de trabajos de cine alternativos». Stipe y su compañero de producción, Sandy Stern, han sido productores ejecutivos de películas como Being John Malkovich, Velvet Goldmine y Man on the Moon. También fue productor de la película Saved! (2004).
En 1998 trabajó en Single Cell Pictures, una productora cinematográfica que lanzó varias películas independientes.
Stipe trabajó como actor en varias películas y series de televisión. En un episodio de Las aventuras de Pete y Pete interpretó a Capitán Scrummy, «un heladero poco convencional escudriñado por sus jóvenes clientes». Apareció junto con R.E.M. como ellos mismos en Sesame Street, haciendo una versión modificada de «Shiny Happy People» llamada «Furry Happy Monsters», y aparecieron en un episodio de Los Simpson titulado «Homer the Moe», donde los miembros de R.E.M. son engañados para que toquen en el garaje de Homer Simpson. También fue invitado al episodio «Hungry» de Fantasma del Espacio de costa a costa de Cartoon Network. Además prestó su voz al personaje Schnitzel de la película de animación Olive, the Other Reindeer (1999). Stipe fue considerado para el papel de «John Doe» en la película Seven (1995); finalmente Kevin Spacey interpretó el papel.

## Libros
- Michael Stipe: Volume 1. Damiani, 2018. ISBN 9788862085915. Contiene 35 fotografías.
- Our Interference Times: A Visual Record (con Douglas Coupland) Damiani, 2019. ISBN 978-8862086783
- Portraits Still Life. Damiani, 2021[39]